# Hlubeck-Gletscher
Der Hlubeck-Gletscher ist ein 14 km langer Gletscher im Südosten der Thurston-Insel vor der Küste des westantarktischen Ellsworthlands. Er fließt in südlicher Richtung entlang der Ostseite des Shelton Head in das Abbot-Schelfeis im Peacock-Sund.
Das Advisory Committee on Antarctic Names benannte ihn nach dem Bordfunker Vernon R. Hlubeck, Mitglied der Mannschaft einer Martin PBM Mariner während der von der United States Navy durchgeführten Operation Highjump (1946–1947) zur Erstellung von Luftaufnahmen von der Thurston-Insel und der benachbarten Festlandküstengebiete.